# Violent Demise: The Last Days
Violent Demise: The Last Days ist das dritte Studioalbum der US-amerikanischen Rap-Metal-Band Body Count, das 1997 bei Virgin Records erschien. Wie bei den Vorgängern nutzte die Band erneut die bekannte aggressive Mischung aus Hardcore-Rap und Heavy Metal. Im Gegensatz zu seinen Vorgängern wurde das Album von Musikkritikern durchwachsen aufgenommen und es konnte sich nur in Deutschland in den Charts platzieren.

## Hintergrund
Violent Demise: The Last Days erschien 1997, drei Jahre nach dem letzten Album Born Dead. Der Bassist Mooseman hatte nach dem Vorgängeralbum die Band verlassen und wurde durch Griz ersetzt. Der Schlagzeuger Beatmaster V litt an Leukämie und verstarb noch vor der Fertigstellung des Albums. Er wurde durch Jonathon James als Back-up Schlagzeuger, einen Verwandten von Beatmaster V, unterstützt und durch den Tod musste der Veröffentlichungstermin ins Jahr 1997 verschoben werden. Es erschien bei Virgin Records, bei denen die Band zu dieser Zeit noch einen Plattenvertrag hatte.
Musikalisch setzte die Band erneut auf einen aggressiven Crossover-Stil aus Hardcore-Rap und Heavy Metal, Provokation wie Cop Killer oder auch Titel mit Hitcharakter wie Born Dead fehlten. Nur I Used To Love Her, eine Abrechnung mit O. J. Simpson, wurde über das Album heraus bekannter. Zudem beschäftigte sich die Band in Dr. K. mit dem Arzt Jack Kevorkian, der durch seinen Kampf für das „Recht zu sterben“ bekannt wurde und ach eigenen Angaben mehr als 130 Menschen bei ihrer Selbsttötung unterstützt hat.
Das Albumcover zeigt die Handzeichen der verfeindeten Gangs Bloods und Crips, die die Buchstaben „B.C.“ als Initialen der Band bilden.

## Resonanz
Violent Demise: The Last Days war international wenig erfolgreich und konnte sich nur in Deutschland für eine Woche in den Charts platzieren. Es steig am 24. März 1997 auf Platz 45 der Deutschen Albumcharts ein, verließ die Top 100 jedoch in der Folgewoche bereits wieder. In den Billboard 200 konnte sich das Album nicht platzieren und auch in anderen Hitparaden tauchte das Album nicht auf.
Wie bereits beim Vorgänger Born Dead wurde auch bei Violent Demise: The Last Days das Neue und Kreative vermisst: laut.de beschrieb das Alum die folgt: „Auch das dritte Album weicht nicht von der Fahrtrichtung seiner Vorgänger ab und bringt keinerlei frischen Wind ins Genre. Was früher revolutionär erschien, wirkt inzwischen altbacken und ruft bei vielen nicht mehr als ein Gähnen hervor. Auch dieses Album fristet weitgehend unbeachtet von der Öffentlichkeit sein Dasein in den Plattenläden.“ Sehr direkt fällt die Kritik der Zeitschrift Visions aus. Darin rät der Rezensent Thorsten Zahn der Band, die er als „musikalisch auf dem Niveau einer drittklassigen Thrashmetal-Schülercombo“ bezeichnet, aufzuhören: „Selbst der Unterhaltungswert der politisch völlig unkorrekten BC-Witzchen taugt für keine fuffzich Pfennig mehr. Ice-T sollte einfach aufhören mit den Räuber und Gendarm-Spielen, lieber eine gute HipHop-Platte wie "VI" produzieren oder seine Füße hochlegen.“
Allmusic.com bestätigte dem Album allerdings eine Weiterentwicklung gegenüber dem Vorgänger. Nach der Analyse ist das Material feuriger und spitzer und auch die Texte sind aggressiver und pendeln zwischen „Empörung“ und „Unverschämtheit“. Vor allem bei I used to Love her und "Dead Man Walking" falle dies auf, bei You're F**kin' with BC würde die Band jedoch „ihre selbstdarstellenden Gesänge in lächerliche Extreme treiben.“

## Titelliste
Das Album enthält 16 Lieder, wobei sich in der LP-Version die ersten neun Lieder auf der A- und die restlichen sieben auf der B-Seite befinden:
1. Interview – 1:08
2. My Way (Featuring Raw Breed) – 3:11
3. Strippers Intro – 0:18
4. Strippers – 4:33
5. Truth or Death – 3:14
6. Violent Demise – 3:43
7. Bring it to Pain – 4:27
8. Music Business – 0:12
9. I used to Love her – 3:16
10. Root of all Evil – 4:23
11. Dead Man Walking – 4:49
12. Interview End – 0:21
13. You're F**kin' with BC – 3:28
14. Ernie's Intro – 0:15
15. Dr. K (Ernie-C) – 2:48
16. Last Days – 6:03

## Belege
1. 1 2  Body Count auf laut.de; abgerufen am 2. August 2020.
2. ↑  Body Count – Born Dead (Album). offiziellecharts.de, abgerufen am 3. August 2020.
3. ↑  Body Count – Born Dead (Album). billboard.com, abgerufen am 3. August 2020.
4. 1 2  Thosten Zahn: Body Count – Violent Demise: The Last Days auf visions.de, 11. März 1997; abgerufen am 3. August 2020.
5. ↑  Body Count – Violent Demise: The Last Days auf allmusic.com; abgerufen am 3. August 2020.
6. ↑  Body Count – Violent Demise: The Last Days bei Discogs; abgerufen am 3. August 2020.